# Patricia McCormick
Pour les articles homonymes, voir McCormick.
Patricia McCormick, née Patricia Joan Keller McCormick le 12 mai 1930 à Seal Beach en Californie et morte le 7 mars 2023 dans le comté d'Orange en Californie, est une ancienne plongeuse américaine. 
Pat McCormick, comme elle est habituellement appelée, est la première plongeuse de l'histoire quadruple championne olympique. Déjà doublement sacrée en 1952 à Helsinki, elle conserve ses deux couronnes olympiques à Melbourne en 1956. Elle est actuellement l'un des trois plongeurs quadruples champions olympique avec son compatriote Greg Louganis et la Chinoise Fu Mingxia.

## Biographie
Pat McCormick commence le plongeon peu de temps après ses douze ans. Quelque temps plus tard, elle est remarquée par une représentante du Los Angeles Athletic Club qui la convainc de rejoindre la mégapole californienne. Entraînée par l'ancien double champion olympique Samuel Lee, elle progresse mais rate la compétition sélective pour les Jeux olympiques de 1948 qui sont organisés à Londres. Seulement quatrième, elle ne peut gagner son billet pour l'Europe mais en profite pour obtenir son diplôme. Elle obtient son premier titre de championne des États-Unis en 1949. Elle entame alors une période d'invincibilité qui la conduit jusqu'aux Jeux d'Helsinki de 1952. Lors de la compétition, elle remporte la médaille d'or sur l'épreuve du tremplin en s'imposant devant la Française Mady Moreau. Elle récidive sur l'épreuve de haut-vol devant ses compatriotes Paula Myers-Pope et Juno Stover-Irwin. Quatre ans plus tard, elle réalise une première fois le doublé sur le tremplin. Poussée dans ses retranchements au haut-vol par Paula Myers-Pope, elle réalise un dernier saut parfait qui lui permet de conserver sa couronne et de gagner sa quatrième médaille d'or olympique. Elle se retire des bassins après cette performance qui conclut une carrière saluée par de nombreuses distinctions honorifiques.
Lors de la cérémonie d'ouverture des Jeux olympiques de 1984 à Los Angeles, l'ancienne plongeuse est l'une neuf personnalités à porter le drapeau olympique. En 1956, après ses deux premiers titres olympiques, elle est désignée meilleure sportive de l'année par le magazine américain Sports Illustrated. Par ailleurs, elle figure au panthéon de la natation mondiale depuis que l'International Swimming Hall of Fame l'a introduit en 1965 dans la première liste des nageurs honorés.
Après avoir eu un garçon en 1956, elle donne naissance en 1960 à une fille, Kelly, qui deviendra elle-même plongeuse de haut-niveau. En effet, elle remporte deux médailles olympiques en 1984 et 1988.

## Palmarès

### Jeux olympiques
- Jeux olympiques de 1952 à Helsinki (Finlande) :
  -  Médaille d'or sur l'épreuve du tremplin à 3 mètres.
  -  Médaille d'or sur l'épreuve du haut-vol (plateforme à 10 mètres).

- Jeux olympiques de 1956 à Melbourne (Australie) :
  -  Médaille d'or sur l'épreuve du tremplin à 3 mètres.
  -  Médaille d'or sur l'épreuve du haut-vol (plateforme à 10 mètres).

### Jeux panaméricains
- Jeux panaméricains 1951 à Buenos Aires (Argentine) :
  -  Médaille d'or sur l'épreuve de haut-vol (plateforme à 10 mètres).
  -  Médaille d'argent sur l'épreuve du tremplin à 3 mètres.

- Jeux panaméricains 1955 à Mexico (Mexique) :
  -  Médaille d'or sur l'épreuve du tremplin à 3 mètres.
  -  Médaille d'or sur l'épreuve du haut-vol (plateforme à 10 mètres).

### Divers
- 77 titres nationaux